# Чефа
Чефа (рум. Cefa) — село у повіті Біхор в Румунії. Адміністративний центр комуни Чефа.
Село розташоване на відстані 437 км на північний захід від Бухареста, 23 км на південний захід від Ораді, 144 км на захід від Клуж-Напоки, 133 км на північ від Тімішоари.

## Населення
За даними перепису населення 2002 року у селі проживали 1272 особи.
Національний склад населення села:
| Національність | Кількість осіб | Відсоток |
| -------------- | -------------- | -------- |
| румуни         | 1013           | 79,6%    |
| цигани         | 152            | 11,9%    |
| угорці         | 104            | 8,2%     |

Рідною мовою назвали:
| Мова      | Кількість осіб | Відсоток |
| --------- | -------------- | -------- |
| румунська | 1071           | 84,2%    |
| циганська | 104            | 8,2%     |
| угорська  | 94             | 7,4%     |